# Assaraí
Assaraí é um distrito do município brasileiro de Pocrane, no interior do estado de Minas Gerais. Segundo o censo demográfico de 2022, realizado pelo Instituto Brasileiro de Geografia e Estatística (IBGE), sua população era de 1 408 habitantes e havia 530 domicílios particulares permanentes ocupados. Possui área de 261,67 km² conforme a Fundação João Pinheiro (FJP).

## História e descrição
A localidade está situada entre o ribeirão Pocrane e o rio José Pedro. O distrito foi criado com a denominação de Passagem do Manhuassú pela lei estadual nº 556 de 30 de agosto de 1911, desmembrado do então distrito de Pocrane. Em 1912, ambos foram incorporados ao município de Rio José Pedro (atual Ipanema). Neste mesmo ano, Passagem do Manhuassú passou a se chamar Passagem do Rio José.
Pela lei nº 843 de 7 de setembro de 1923, o nome do distrito foi simplificado para Passagem, sendo renomeado para Assaraí pela lei nº 1.058 de 31 de dezembro de 1943. Foi incorporado ao município de Pocrane pela lei nº 336 de 27 de dezembro de 1948, com a emancipação da cidade.